# Dorothy Chandler Pavilion

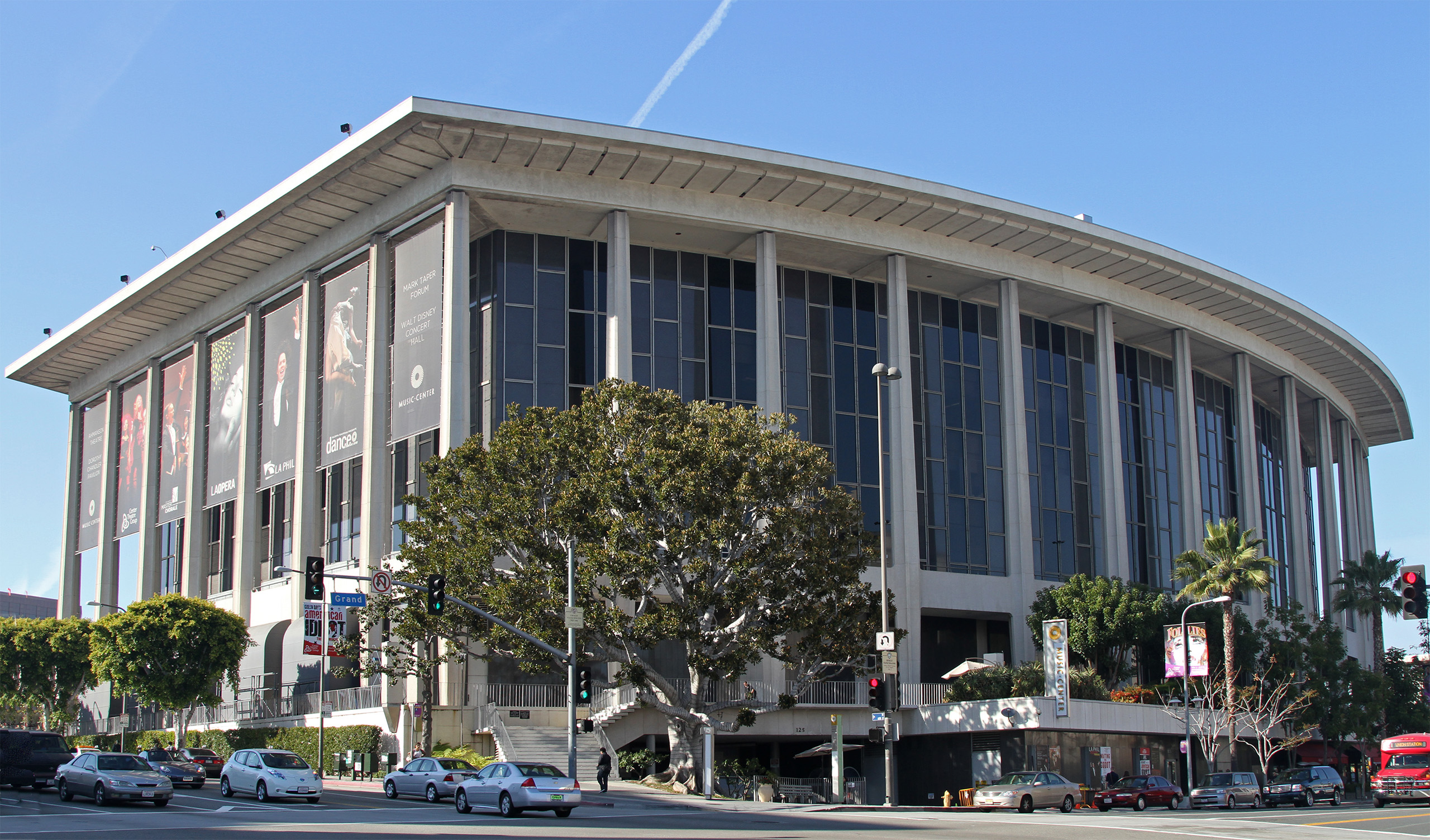
Dorothy Chandler Pavilion

Der Dorothy Chandler Pavilion ist eine Konzerthalle in Los Angeles, Kalifornien. Das Gebäude trägt den Namen der US-amerikanischen Verlegerin, Kunstmäzenin und Sammlerin Dorothy Buffum Chandler.
Seit 1986 ist das Haus Sitz und Spielort der Los Angeles Opera.
Der Dorothy Chandler Pavilion ist eins der vier Veranstaltungsgebäude des Los Angeles Music Center, eines der drei größten Zentren der darstellenden Künste in den Vereinigten Staaten. Zum Los Angeles Music Center gehören außerdem das Mark Taper Forum, das Ahmanson Theatre, und die Walt Disney Concert Hall.
Das Gebäude ist mit seinen über vier Stockwerke verteilten 3200 Sitzplätzen, seinen Kronleuchtern, den großen geschwungenen Treppen und seiner reichen Ausstattung ein eindrucksvoller Bau. Die Bauarbeiten begannen am 9. März 1962, am 27. September 1964 wurde das Gebäude übergeben.
Das Eröffnungskonzert fand am 6. Dezember 1964 mit dem Solisten Jascha Heifetz und dem Los Angeles Philharmonic Orchestra unter der Leitung von Zubin Mehta statt. Auf dem Programm standen die Fanfare von Richard Strauss, die American Festival Overture von William Schuman, die Feste Romane von Ottorino Respighi, und Ludwig van Beethovens Violinkonzert. Neben dem Los Angeles Philharmonic Orchestra hatten auch die Los Angeles Master Chorale unter der Leitung von Roger Wagner seit Eröffnung des Pavillons hier ihr Zuhause.
Die Academy of Motion Picture Arts and Sciences verlieh in dem Gebäude viele Jahre die Oscars. Die Veranstaltungen fanden von 1969 bis 1987, dann 1990, 1992 bis 1994 sowie 1996 und 1999 statt.
Seit das Los Angeles Philharmonic Orchestra und die Los Angeles Master Chorale 2003 in die Walt Disney Concert Hall umgezogen waren, ist der Pavilion die Heimstatt der Los Angeles Opera und der Veranstaltungsreihe „Dance at the Music Center“ mit Auftritten verschiedener Künstler.

## Die Los Angeles Opera
Vor Gründung der Los Angeles Opera 1986 gastierte hier regelmäßig die New York City Opera. Ein solcher Gastauftritt im Jahre 1967 bestand aus zwei Aufführungen der Madama Butterfly, einer von La traviata, und zwei von Alberto Ginasteras Don Rodrigo, jeweils mit Plácido Domingo in der Hauptrolle.
1984 engagierte die Music Center Opera Association den Opernimpresario und Sänger Peter Hemmings (1955–2002), der die Gründung einer örtlichen Opern-Company mit eigenen Produktionen in die Wege leiten sollte. 1986 nahm die Los Angeles Opera offiziell ihren Betrieb auf. Im Jahr 2000 wechselte Hemmings an die Londoner Royal Opera, und Plácido Domingo, der bereits seit 1986 als künstlerischer Berater Hemmings tätig war, folgte ihm als Direktor der Oper. Ab 2001 übernahm der deutsche Opernmanager Edgar Baitzel (1955–2007) zunehmend Leitungsfunktionen. Christopher Koelsch, der als Senior Vice President und Chief Operating Officer des Hauses amtiert hatte, wurde 2012 als Präsident und CEO der Los Angeles Opera gewählt.